# 王村镇 (合阳县)
王村镇，是中华人民共和国陕西省渭南市合阳县下辖的一个乡镇级行政单位。

## 行政区划
王村镇下辖以下地区：
王村矿社区、中王村、南蔡村、北蔡村、坊社村、樊庄村、尧头村、柳池洼村、山阳村、运庄村、联合村、张家河村、北王村、南王村、管家河村、鹅泳村、井溢村、俭泗村和西坡村。